# Nederlandse kampioenschappen zwemmen 1949
De Nederlandse kampioenschappen zwemmen 1949 werden gehouden op 12, 13 en 14 augustus 1949 in Doetinchem, Nederland.
Hagenaar Rob Bollen was favoriet op de 100 meter vrije slag, en aan kop, toen hij bij het eerste keerpunt over de touwen zwom en concurrent Gerrit Bijlsma hinderde. Hij werd daarom gediskwalificeerd. Ook Kees Kievit kwam op de 100 meter rugslag in de baan van zijn tegenstander terecht, maar die was zo ver achter dat hij niet werd gehinderd. Hij mocht zijn overwinning dus wel behouden.
Hannie Termeulen was er niet om haar titels te verdedigen, schoolslagzwemster Nel van Vliet was gestopt met wedstrijdzwemmen.

## Zwemmen

### Mannen
| Afstand:           | Goud:                          | Tijd    | Zilver:                     | Tijd    | Brons:                         | Tijd    |
| 100 m vrije slag   | Ad Boxem Alkmaar               | 1.03,8  | Gerrit Bijlsma Haarlem      | 1.04,4  | Dhr. van den Berg              | 1.04,6  |
| 400 m vrije slag   | Rob Bollen Zian                | 5.10,1  | Joop Cabout GZC             | 5.11,6  | Rinus van Daatselaar De Robben | 5.18,2  |
| 1500 m vrije slag  | Rinus van Daatselaar De Robben | 21.01,1 | Joop Cabout GZC             | 21.32,3 | Rob Bollen Zian                | 21.35,4 |
| 100 m rugslag      | Kees Kievit Aegir              | 1.11,6  | Frits Maus Haarlem          | 1.15,4  | Kees Rol                       | 1.16,0  |
| 200 m schoolslag   | Bob Bonte ZAR                  | 2.48,7  | Hans Kelder De Robben       | 2.52,0  | Joop van Daatselaar AZ '70     |         |
| 4x200 m vrije slag | HZ&PC Daan Buijze              | 10.12,9 | HPC Heemstede Joris Tjebbes | 10.15,4 | De Robben                      | 10.16,3 |

### Vrouwen
| Afstand:           | Goud:                     | Tijd   | Zilver:                     | Tijd   | Brons:                | Tijd   |
| 100 m vrije slag   | Irma Schuhmacher RDZ      | 1.08,4 | Margot Marsman HVGB         | 1.10,0 | Ans Massaar RDZ       | 1.10,2 |
| 400 m vrije slag   | Irma Schuhmacher RDZ      | 5.39,3 | Annie Veldhuijzen De Robben | 5.42,6 |                       |        |
| 100 m rugslag      | Geertje Wielema De Robben | 1.15,8 | Greetje Galliard ADZ        | 1.17,6 | Ria van der Horst RDZ | 1.18,8 |
| 200 m schoolslag   | Hannie Caspers LZC        | 3.02,2 | Jannie de Groot ADZ         | 3.04,8 | Nel Garritsen RDZ     | 3.05,3 |
| 4x100 m vrije slag | RDZ Irma Schuhmacher      | 4.52,0 | De Robben                   | 5.00,4 |                       |        |

## Schoonspringen

### Mannen
| Onderdeel: | Goud:              | Score  | Zilver:        | Score  | Brons: | Score |
| 3 m plank  | Wim Kettler AZ '70 | 133,43 | Dhr. Stuip RZC | 127,66 |        |       |

### Vrouwen
| Onderdeel: | Goud:            | Score  | Zilver:        | Score  | Brons: | Score |
| 3 m plank  | Lenie Keller HDZ | 124,55 | Coby Floor ADZ | 119,30 |        |       |

Langebaan (50 meter):

1920 ·
1921 ·
1922 ·
1923 ·
1924 ·
1925 ·
1926 ·
1927 ·
1928 ·
1929 ·
1930 ·
1931 ·
1932 ·
1933 ·
1934 ·
1935 ·
1936 ·
1937 ·
1938 ·
1939 ·
1940 ·
1941 ·
1942 ·
1943 ·
1944 ·
1945 ·
1946 ·
1947 ·
1948 ·
1949 ·
1950 ·
1951 ·
1952 ·
1953 ·
1954 ·
1955 ·
1956 ·
1957 ·
1958 ·
1959 ·
1960 ·
1961 ·
1962 ·
1963 ·
1964 ·
1965 ·
1966 ·
1967 ·
1968 ·
1969 ·
1970 ·
1971 ·
1972 ·
1973 ·
1974 ·
1975 ·
1976 ·
1977 ·
1978 ·
1979 ·
1980 ·
1981 ·
1982 ·
1983 ·
1984 ·
1985 ·
1986 ·
1987 ·
1988 ·
1989 ·
1990 ·
1991 ·
1992 ·
1993 ·
1994 ·
1995 ·
1996 ·
1997 ·
1998 ·
Amersfoort 1999 ·
Drachten 2000 ·
Eindhoven 2001 ·
Amersfoort 2002 ·
Amsterdam 2003 ·
Amsterdam 2004 ·
Amsterdam 2005 ·
Eindhoven 2006 ·
Amsterdam 2007 ·
Eindhoven 2008 ·
Eindhoven 2009 ·
Eindhoven 2010 ·
Eindhoven juni 2011 ·
Eindhoven december 2011 ·
Amsterdam 2012 ·
Eindhoven 2013 ·
Eindhoven 2014 ·
Eindhoven 2015 ·
Eindhoven 2016 ·
Eindhoven 2017 ·
Amersfoort 2018 ·
Amersfoort 2019 ·
2020 ·
2021 ·
Amersfoort 2022 ·
Amersfoort 2023 ·
Amersfoort 2024

Kortebaan (25 meter):

1980 ·
1981 ·
1982 ·
1983 ·
1984 ·
1985 ·
1986 ·
1987 ·
1988 ·
1989 ·
1990 ·
1991 ·
1992 ·
1993 ·
1994 ·
1995 ·
1996 ·
1997 ·
's-Hertogenbosch 1998 ·
Nieuwegein 1999 ·
Nieuwegein 2000 ·
Alphen aan den Rijn 2001 ·
Eindhoven 2002 ·
Drachten 2004 ·
Amsterdam 2005 ·
Drachten 2006 ·
Amsterdam 2007 ·
Amsterdam 2008 ·
Amsterdam 2009 ·
Amsterdam 2010 ·
Amsterdam 2012 ·
Dordrecht 2013 ·
Tilburg 2014 ·
Tilburg 2015 ·
Hoofddorp 2016 ·
Hoofddorp 2017 ·
Tilburg 2018 ·
Tilburg 2019 ·
2020 ·
Den Haag 2021 ·
Den Haag 2022 ·
Den Haag 2023